# ドロミーティ
ドロミーティ（イタリア語: Dolomiti）は、イタリア北東部にある山地で、東アルプス山脈の一部。ドロミテなどとも表記される（#名称節参照）。おおむね北はリエンツァ川、西はイザルコ川とアディジェ川、南はブレンタ川、東はピアーヴェ川に囲まれた一帯で、ボルツァーノ自治県（南チロル）、トレント自治県、ベッルーノ県にまたがる。
上記の範囲以外にも、共通の地質的特徴を持つ山地が「ドロミーティ」と呼ばれている。たとえば、アディジェ川以西のドロミーティ・ディ・ブレンタや、ピアーヴェ川以東（ポルデノーネ県、ウーディネ県にまたがるフリウーリ地方北西部）に所在するドロミーティ・フリウラーネなどである。
狭義のドロミーティおよび、ドロミーティ・ディ・ブレンタ、ドロミーティ・フリウラーネに含まれるいくつかの山塊は、ユネスコの世界遺産（自然遺産）に「ドロミーティ」の名で登録されている。また、アダメッロ・ブレンタ国立公園を含むドロミーティ・ディ・ブレンタからガルダ湖までの一帯は2015年にユネスコの生物圏保護区に指定された。

## 名称
ドロミーティの名は、18世紀フランスの地質学者デオダ・ドゥ・ドロミュー（Déodat de Dolomieu）に由来する。デオダ・ドゥ・ドロミューは、この山々で非常に豊富な鉱物である苦灰石（ドロマイト dolomite）を発見した人物である（苦灰石を主成分とする苦灰岩（マグネシウム質石灰岩）もドロマイトと呼ばれる）。イタリア語では、モンティ・パッリディ（Monti Pallidi、淡色の山々）とも呼ばれる。
イタリア語以外の言語では以下のように呼ばれる。
- ドイツ語: Dolomiten または Bleiche Berge
- ラディン語: Dolomites
- ヴェネト語: Dołomiti
- フリウリ語: Dolomitis
- フランス語: Les Dolomites
- 英語: The Dolomites

日本語文献では、ドロミティ、ドロミテ、ドロミチなどとも表記され、-アルプス、-山脈、-山塊が末尾につけられる事も多い。

## 歴史
今から数千年前には、狩猟や採集を行っていた人々が山岳地帯にまで進出し、いくつかの山頂には到達していたようである。1790年代、クラーゲンフルト出身のイエズス会の司祭、フランツ・フォン・ヴルフェンがリュンコフェル（Langkofel）とデューレンシュタイン（Dürrenstein）に登頂したという記録が残されている。1857年、イギリスの博物学者、ジョン・ボールがモンテ・ペルモの初登頂を行った。その後、オーストリアの登山家、パウル・グローマンが、アンテラーオ（Antelao）やマルモラーダ（Marmolata）、トファーナ（Tofana）、モンテ・クリスタッロ（Monte Critallo）、ボエ（Boè）といった山に登頂。1860年代頃には、アーゴルド出身の登山家、シモーネ・デ・シルヴェストロがチヴェッタ（Civetta）を意識的な初登頂を果たした。また、ミヒャエル・インナーコフラーはトレ・チーメ・ディ・ラヴァレードに最初に登頂を果たしたはメンバーの一人であった。さらにその後、アンジェロ・ディボーナやジョバンニ・ピアッツといった地元の登山家たちが数々の初登頂で名を馳せた。
第一次世界大戦中、イタリア軍とオーストリア帝国軍がこのドローミティで対峙し、両軍によって地雷がこの地の広範囲にわたって埋設された。現在、チンクェトッリとモンテ・ピアナ（Monte Piana）、モンテ・ラガツオイ（Monte Lagazuoi）に野外戦争博物館が開設されている。また、第一次大戦中に岩壁に築かれた保護登山路、ヴィア・フェラータ（伊：Via Ferrata - 鉄の道）を登るため、多くのクライマーが訪れている。
20世紀に入り、ボルツァーノ出身の民俗学者にして民話研究家のカール・フェリックス・ヴォルフと、彼の友人のフーゴ・フォン・ロッシによる『ドロミテのサガ』（"Dolomiten-Sagen"）が世にでたことで、バディーア谷やファッサ谷を中心としたドロミーティは、ファネス王国の叙事詩の舞台としても知られるようになった。
ドロミーティには、数多くの長距離遊歩道が存在する。これらの道はアルテ・ヴィエ（伊：Alte Vie）、または「ドロミテン・ホーエンヴェーグ」（独：Dolomiten Höhenwege - 高地路）とよばれ、1から10までの番号が割り振られている。全ての道を踏破するのには一週間前後かかり、道中各所にはいくつものリフジ（伊：rifugi - 山小屋）が設けられている。1番目の道であるアルタ・ヴィア1は、アルテヴィエのなかで最も有名なハイキングルートである。アルタ・バディアでは、地滑りの活動と気候変動との関連性を実証するために、放射性炭素年代測定が行われている。

## 地理
最も標高が高い山は標高3343mのマルモラーダ（Marmolada）である。特徴的な形の急峻な岩山が多く、比高100mオーダーの岩壁は格好のロッククライミングの場である。標高1800m（北側斜面）または2200m（日射のある斜面）以下は主に針葉樹林（ドイツトウヒ、ヨーロッパモミ、ヨーロッパアカマツ、ヨーロッパハイマツ、ムゴマツ）となっている。アルペ・ディ・シウージ（Alpe di Siusi）やアンペッツォ（Ampezzo）の高地では放牧が営まれる。付近にはオオヤマネコ、ハイイロイワシャコ、クマゲラ、スズメフクロウ、シロツメザリガニ、ミヤマイモリ、クスシヘビなどが生息し、ヒグマの再導入も行われる。また、山中に中生代の炭酸塩台地（「化石の環礁」）が発達しており、P-T境界後の三畳紀に出現した海洋生物の化石が多く見つかり、三畳紀の層序における重要な地点もいくつかある。
他の石灰岩質の地域とは異なりドロミーティには石灰岩の侵食現象による洞窟などが存在しない。
2022年7月上旬にはマルモラーダ山で氷河の一部が崩壊し発生した雪崩で、9人が亡くなった。熱波による気温上昇によるとみられる。

## 主な山

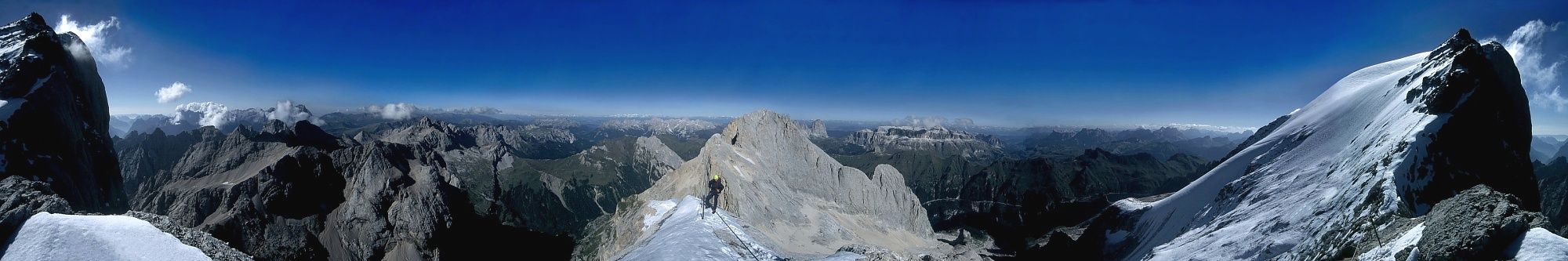
マルモラーダからの 360°の景観

### 山群
| - セッラ山群（Gruppo del Sella） - マルモラーダ＝コスタベッラ（Marmolada-Costabella） - トファーネ（Tofane） - サッソルンゴ（Sassolungo） - オドレ（Odle） - プエツ山群（Gruppo di Puez） - ファーネス（Fanes） - シリアール（Sciliar） - Gruppo Sass dla Crusc - Conturines - Gruppo del Piz da Peres | - カティナッチョ山群（Gruppo del Catinaccio） - ラテマール（Latemar） - パーレ・ディ・サンマルティーノ（Pale di San Martino） - モンテ・チヴェッタ（Monte Civetta） - ペルモ（Pelmo） - マルモローレ（Marmarole） - カディーニ・ディ・ミズリーナ（Cadini di Misurina） - モンテ・クリスタッロ（Monte Cristallo） - スキアーラ山群（Gruppo dello Schiara） - サッス・ダ・プティーア山群（Gruppo del Sass da Putìa） | - ソラピス（Sorapiss） - アンテラーオ（Antelao） - ラゴライ（Lagorai） - ボスコネーロ（Bosconero） - ヴェッテ・フェルトリーネ（Vette Feltrine） - スキアーラ（Schiara） - ドロミーティ・ディ・ブライエス（Dolomiti di Braies） - ドロミーティ・ディ・セスト（Dolomiti di Sesto - ガルデナッチャ山群（Gruppo della Gardenaccia） | 純粋なドロミーティの地域外: - ドロミーティ・フリウラーネ（Dolomiti friulane）:南カルニケ・アルプス - ドロミーティ・ディ・ブレンタ（Dolomiti di Brenta） - Lienzer Dolomiten - 低エンガディーナのドロミーティ（Dolomiti della Bassa Engadina） |

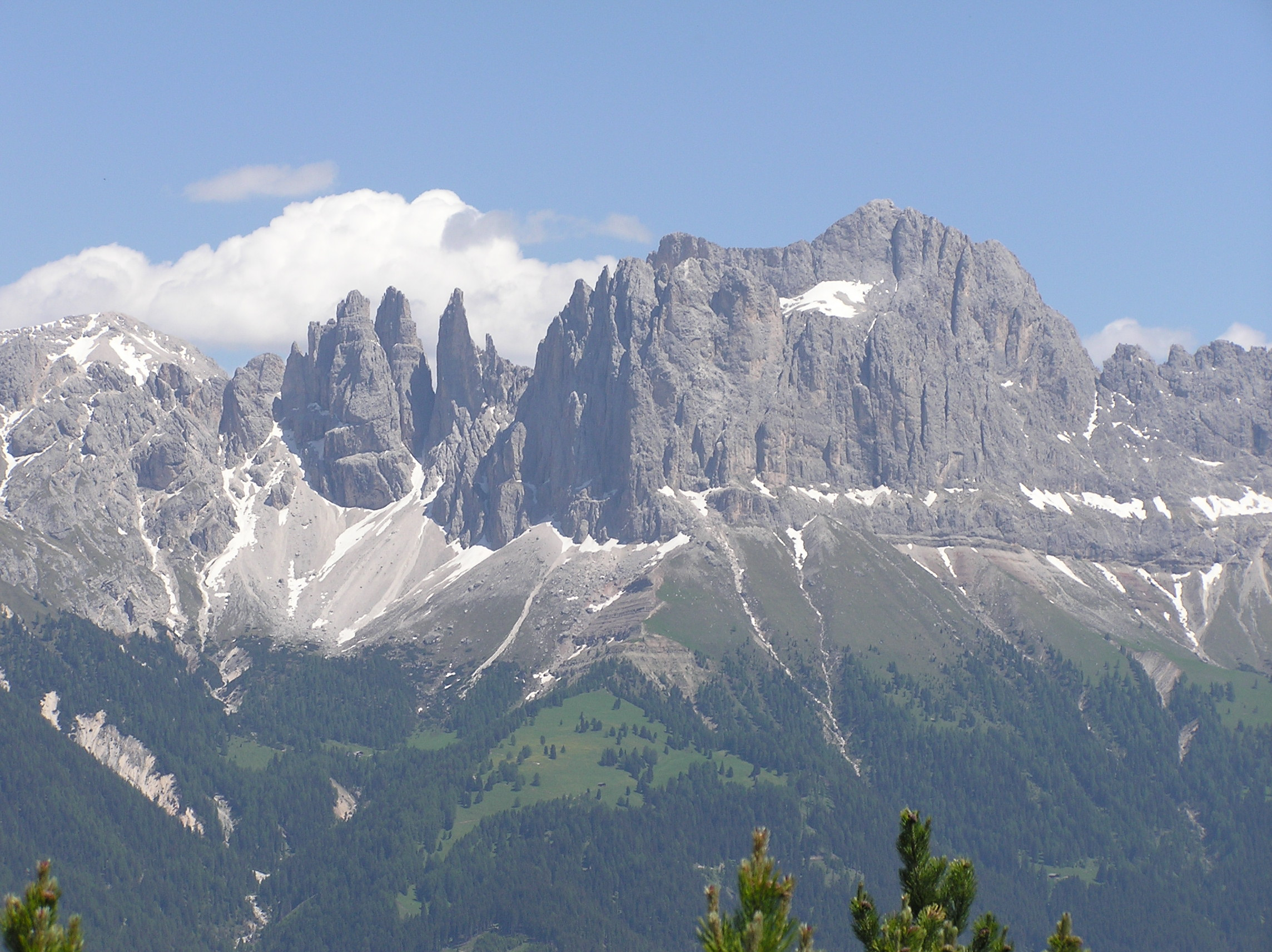
カティナッチョ山群/ローゼンガルテン（バラの園）

### 峰
| 名称                                        | 高さ（m） | 名称                            | 高さ（m） |
| ------------------------------------------- | --------- | ------------------------------- | --------- |
| Marmolada                                   | 3343      | Pala di San Martino             | 2996      |
| Antelao                                     | 3263      | Catinaccio（Rosengartenspitze） | 2981      |
| Tofana di Mezzo                             | 3241      | Marmarole                       | 2961      |
| Sorapiss                                    | 3229      | Cima di Fradusta                | 2941      |
| Monte Civetta                               | 3220      | Fermedaturm                     | 2867      |
| Vernel                                      | 3145      | Cima d'Asta                     | 2848      |
| Monte Cristallo                             | 3199      | Cima Canali                     | 2846      |
| Cima di Vezzana                             | 3191      | Croda Grande                    | 2839      |
| Cimon della Pala                            | 3186      | Torri del Vajolet（maggiore）   | 2821      |
| Langkofel                                   | 3178      | Sass Maor                       | 2816      |
| Monte Pelmo                                 | 3169      | Cima di Ball                    | 2783      |
| Cima dei Tre Scarperi（Dreischusterspitze） | 3162      | Cima della Madonna（Sass Maor） | 2751      |
| Piz Boe（Gruppo Sella）                     | 3152      | Cima della Rosetta              | 2741      |
| Croda Rossa d'Ampezzo（Hohe Gaisl）         | 3148      | Croda da Lago                   | 2715      |
| Piz Popena                                  | 3143      | Central Grasleitenspitze        | 2705      |
| Grohmannspitze（Langkofel）                 | 3111      | Schiara                         | 2562      |
| Zwolferkofel（Croda dei Toni）              | 3094      | Sasso di Mur                    | 2554      |
| Elferkofel（Cima Undici）                   | 3092      | Cima delle Dodici               | 2338      |
| Sass Rigais（Geislerspitzen）               | 3027      | Monte Pavione                   | 2336      |
| Tre Cime di Lavaredo                        | 3003      | Cima di Posta                   | 2235      |
| Catinaccio d'Antermoia（Kesselkogel）       | 3001      | Monte Pasubio                   | 2232      |
| Funffingerspitze                            | 2997      |                                 |           |

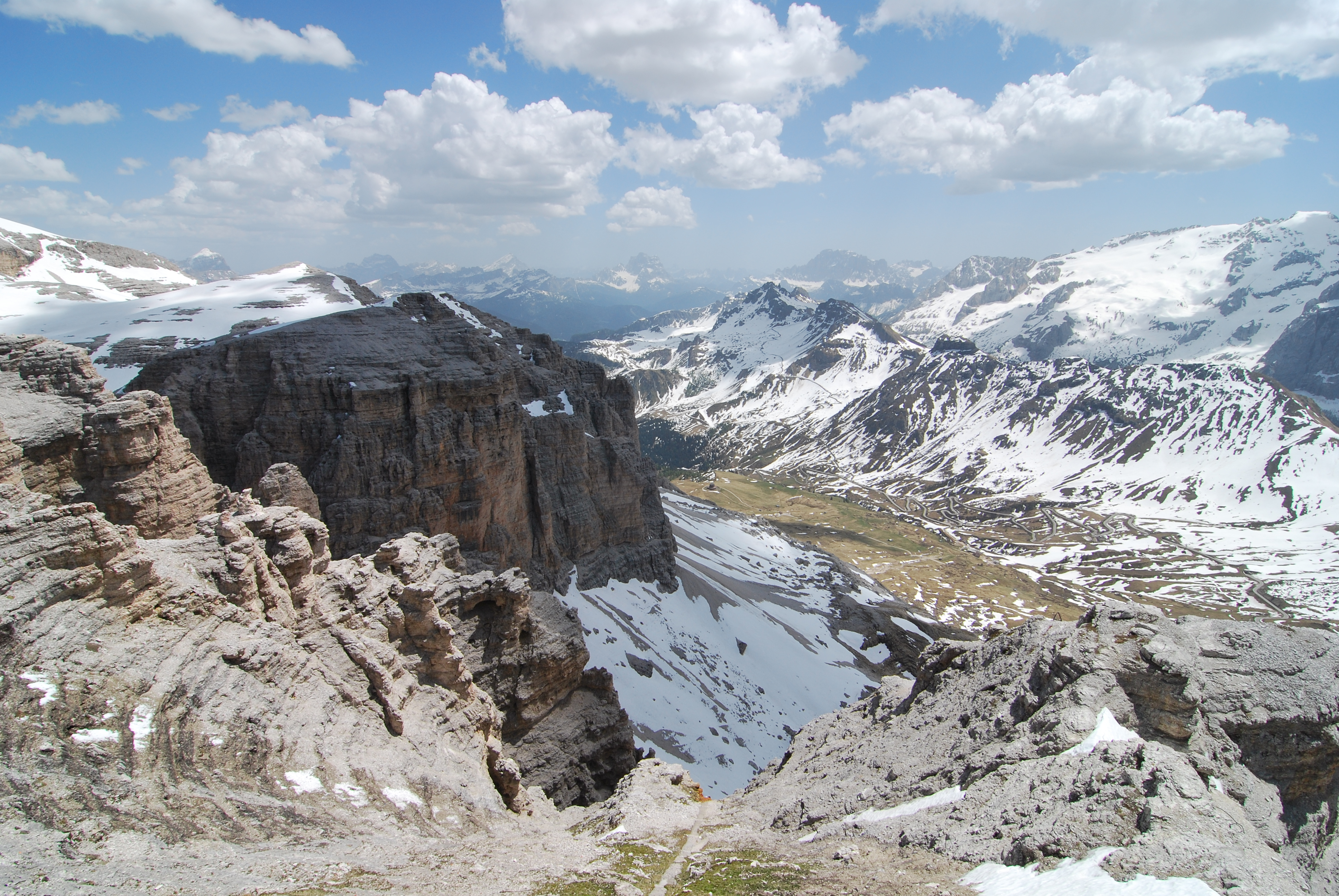
ポルドイ（Pordoi）ケーブルカーからの眺め
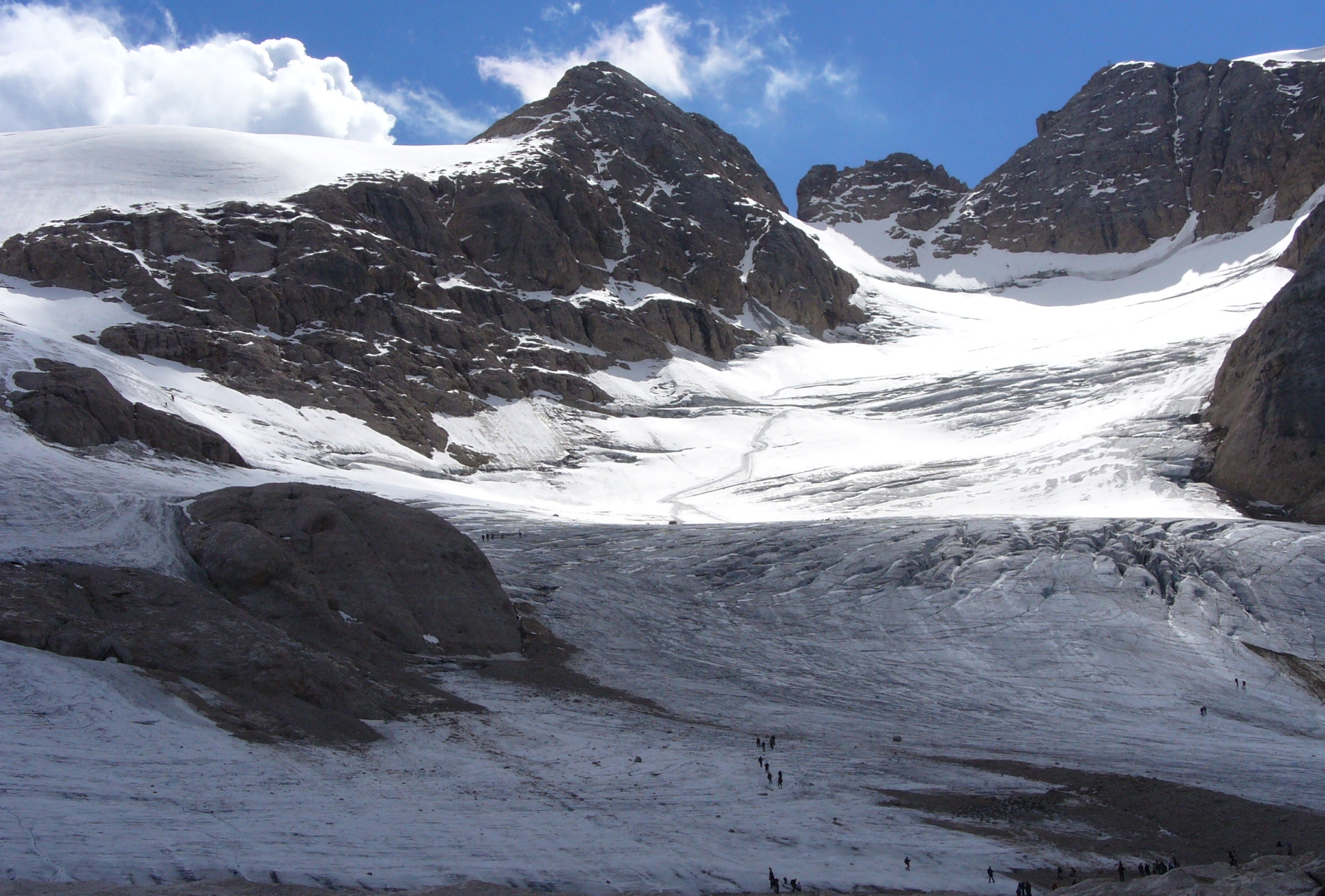
マルモラーダ（Marmolada）の氷河
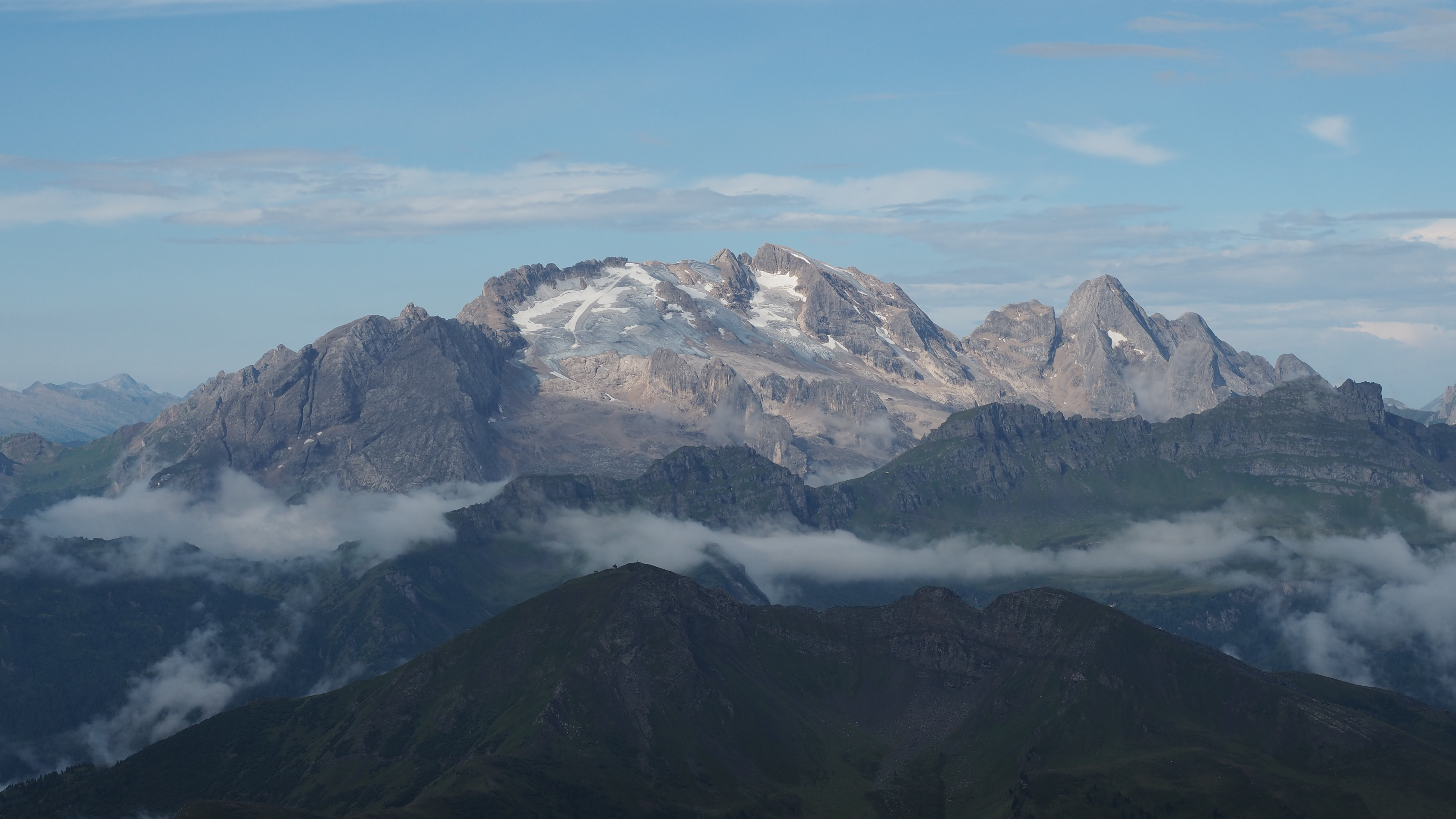
マルモラーダ（Marmolada）遠景（ラガツォイ小屋より）
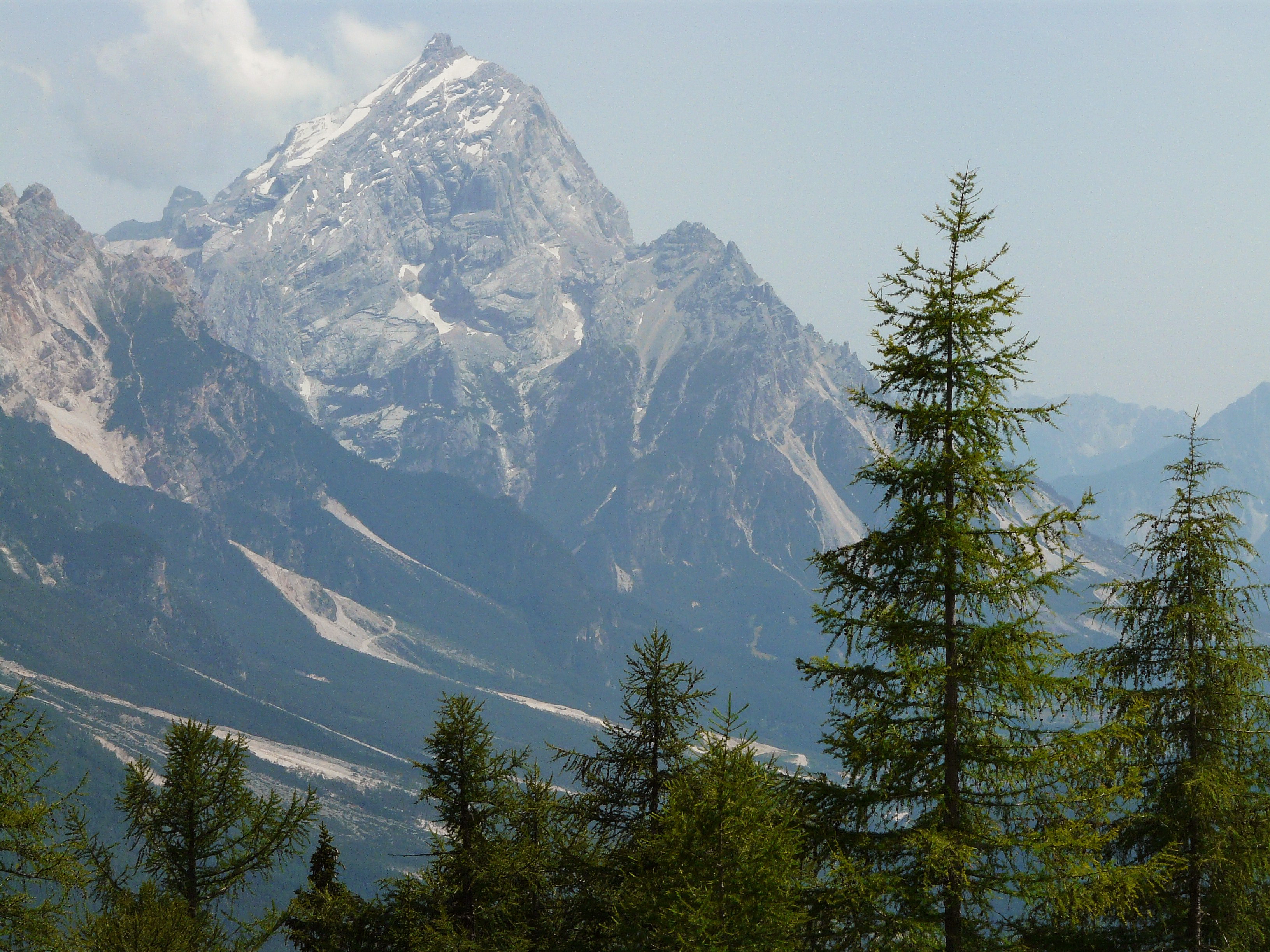
Antelao
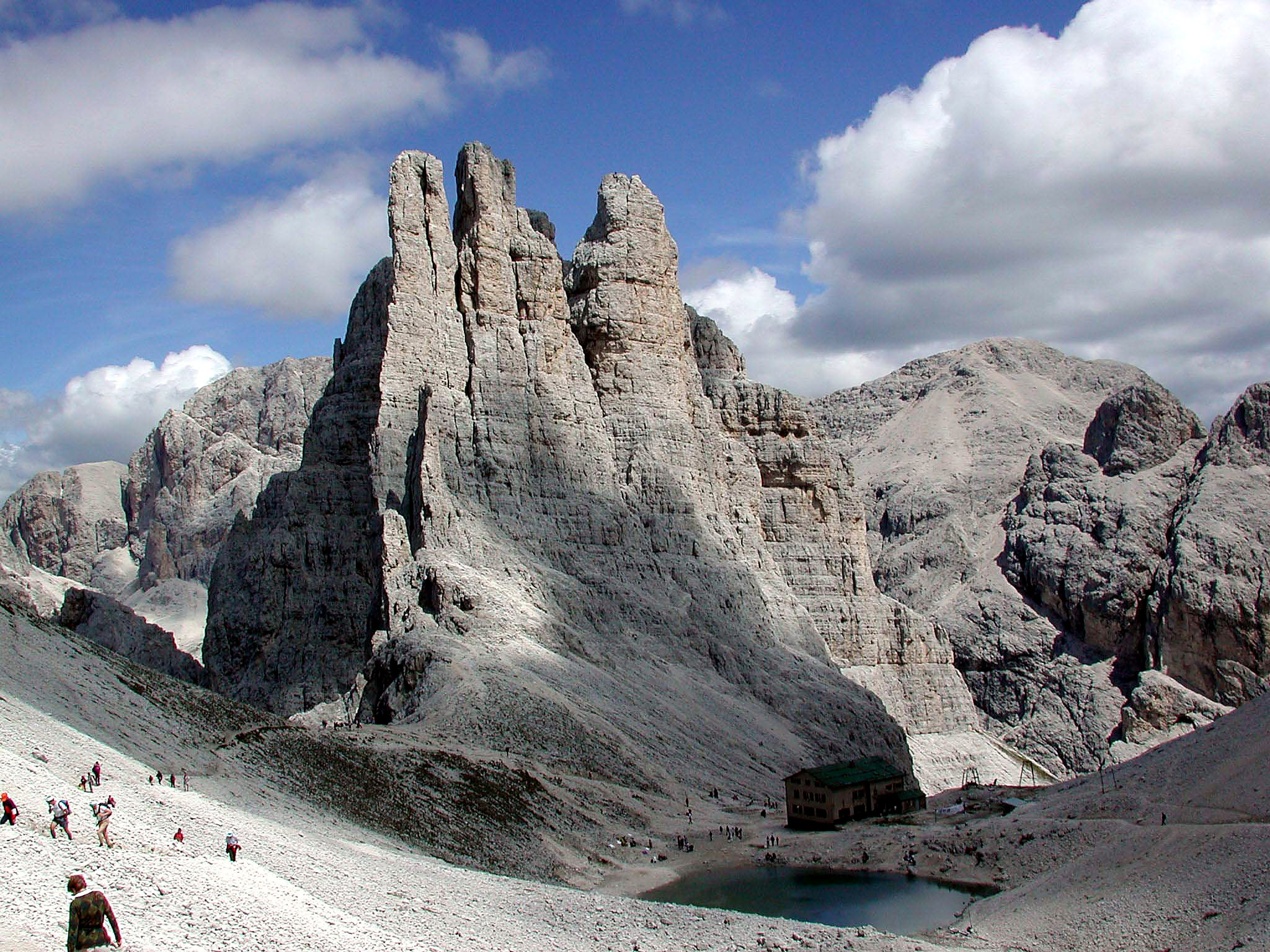
ヴァジョレット塔群

## 主な峠

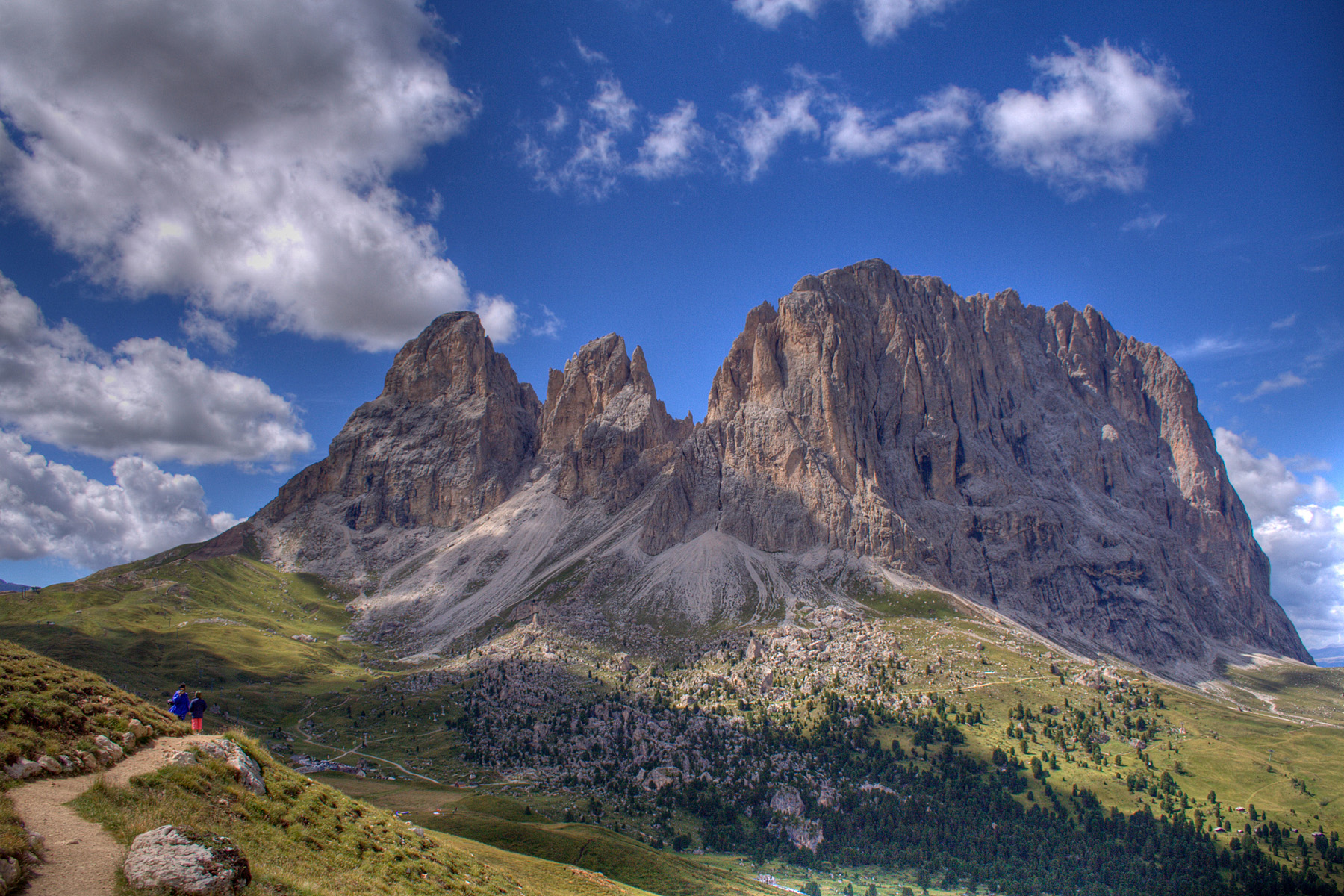
ランコフェル峠

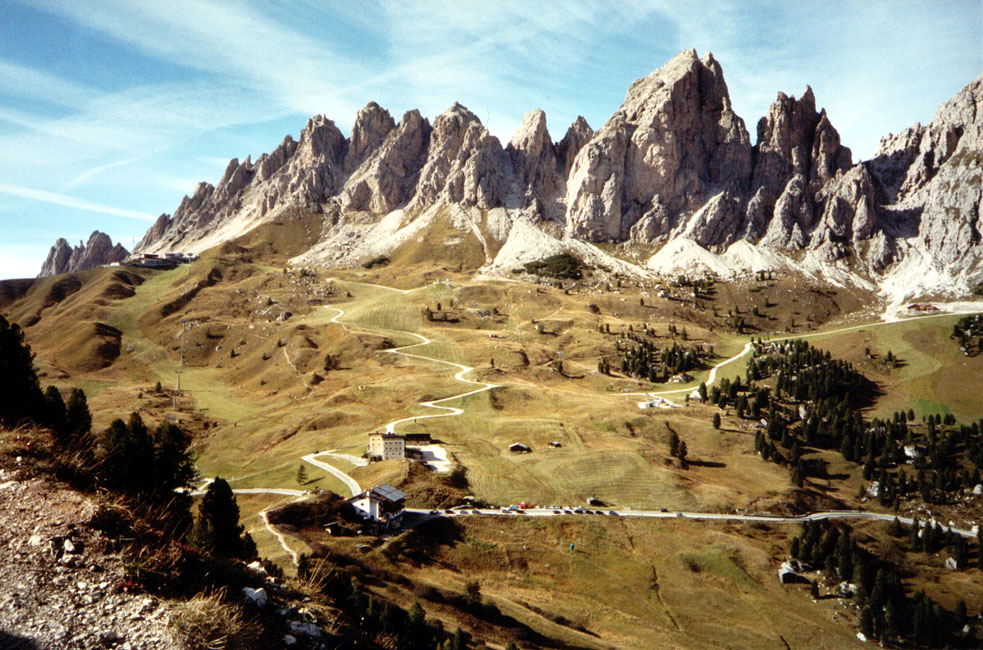
ガルデナ峠

| 名称                                                                                    | 形態       | 標高（m） |
| --------------------------------------------------------------------------------------- | ---------- | --------- |
| Passo d' Ombretta（Campitello - Caprile）                                               | 小道       | 2738      |
| Langkofeljoch（Val Gardena - Campitello）                                               | 小道       | 2683      |
| Tschagerjoch（Karersee - Valle Vajolet）                                                | 小道       | 2644      |
| Grasleiten Pass（Valle Vajolet - Valle Grasleiten）                                     | 小道       | 2597      |
| Passo di Pravitale（Altopiano di Rosetta - Valle Pravitale）                            | 小道       | 2580      |
| Passo delle Comelle（Altopiano di Rosetta - Cencenighe）                                | 小道       | 2579      |
| Passo Rosetta（San Martino di Castrozza - Altopiano di Rosetta）                        | 小道       | 2573      |
| Passo Vajolet（Tiers - Valle Vajolet）                                                  | 小道       | 2549      |
| Passo di Canali（Primiero - Agordo）                                                    | 小道       | 2497      |
| Passo dell'Alpe di Tierser（Campitello - Tiers）                                        | 小道       | 2455      |
| Passo di Ball（San Martino di Castrozza - Valle Pravitale）                             | 小道       | 2450      |
| Forcella di Giralba（Sesto - Auronzo）                                                  | 小道       | 2436      |
| Col dei Bos（Valle del Falzarego - Valle Travernanzes）                                 | 小道       | 2313      |
| Forcella Grande（San Vito - Auronzo）                                                   | 小道       | 2262      |
| Passo Pordoi（Caprile - Campitello）                                                    | 道路       | 2250      |
| Passo Sella（Val Gardena - Campitello）                                                 | 道路       | 2218      |
| Passo Tre Sassi（Cortina - San Cassiano）                                               | 小道       | 2199      |
| Mahlknechtjoch（Alta Val Duron - Alpe di Siusi）                                        | 小道       | 2168      |
| Passo Gardena（Val Gardena - Colfosco）                                                 | 道路       | 2137      |
| Passo Falzarego（Caprile - Cortina）                                                    | 道路       | 2105      |
| Passo Fedaia（Campitello - Caprile）                                                    | 道路       | 2046      |
| Passo Valles（Paneveggio - Falcade）                                                    | 道路       | 2032      |
| Passo Rolle（Predazzo - San Martino di Castrozza e Primiero）                           | 道路       | 1984      |
| Forcella Forada（Caprile - San Vito）                                                   | 道路       | 1975      |
| Passo di San Pellegrino（Moena - Cencenighe）                                           | 道路       | 1910      |
| Forcella d'Alleghe（Alleghe - Valle di Zoldo）                                          | 小道       | 1820      |
| Passo Tre Croci（Cortina - Auronzo）                                                    | 道路       | 1808      |
| Passo di Costalunga/Karerpaß（Nova Levante - Vigo di Fassa）                            | 道路       | 1753      |
| Passo di Monte Croce（San Candido/InnichenとSesto/Sexten - Valle del Piave と Belluno） | 道路       | 1638      |
| Passo di Ampezzo（Dobbiaco/Toblach - Cortina と Belluno）                               | 道路       | 1544      |
| Passo Cereda（Primiero - Agordo）                                                       | 道路       | 1372      |
| Passo di Dobbiaco/Toblach（Brunico/Bruneck - Lienz）                                    | 道路と鉄道 | 1209      |
| Passo Duran（La Valle Agordina - Zoldo）                                                | 道路       | 1601      |

## 主な谷
- ヴァッレ・デル・ボイテ（Valle del Boite）
- コンカ・アンペッツァーナ（Conca Ampezzana）
- ヴァル・ガルデーナ（Val Gardena）
- ヴァル・バディーア（Val Badia）
- ヴァル・ディ・ファッサ（Val di Fassa）
- ヴァッレ・デル・プリミエーロ（Valle del Primiero）
- ヴァルゾルダーナ（Valzoldana）
- ヴァル・ディ・フィエンメ（Val di Fiemme）
- ヴァル・デーガ（Val d'Ega）
- ヴァッレ・ディ・リヴィナッロンゴ（Valle di Livinallongo）または、ラディン語でフォドム（Fodom）
- ヴァッレ・デル・コルデヴォーレ（Valle del Cordevole）
- ヴァル・フィオレンティーナ（Val Fiorentina）
- ヴァルベッルーナ（Valbelluna）
- ヴァッラータ・アゴルディーナ（Vallata Agordina）

## 主な湖

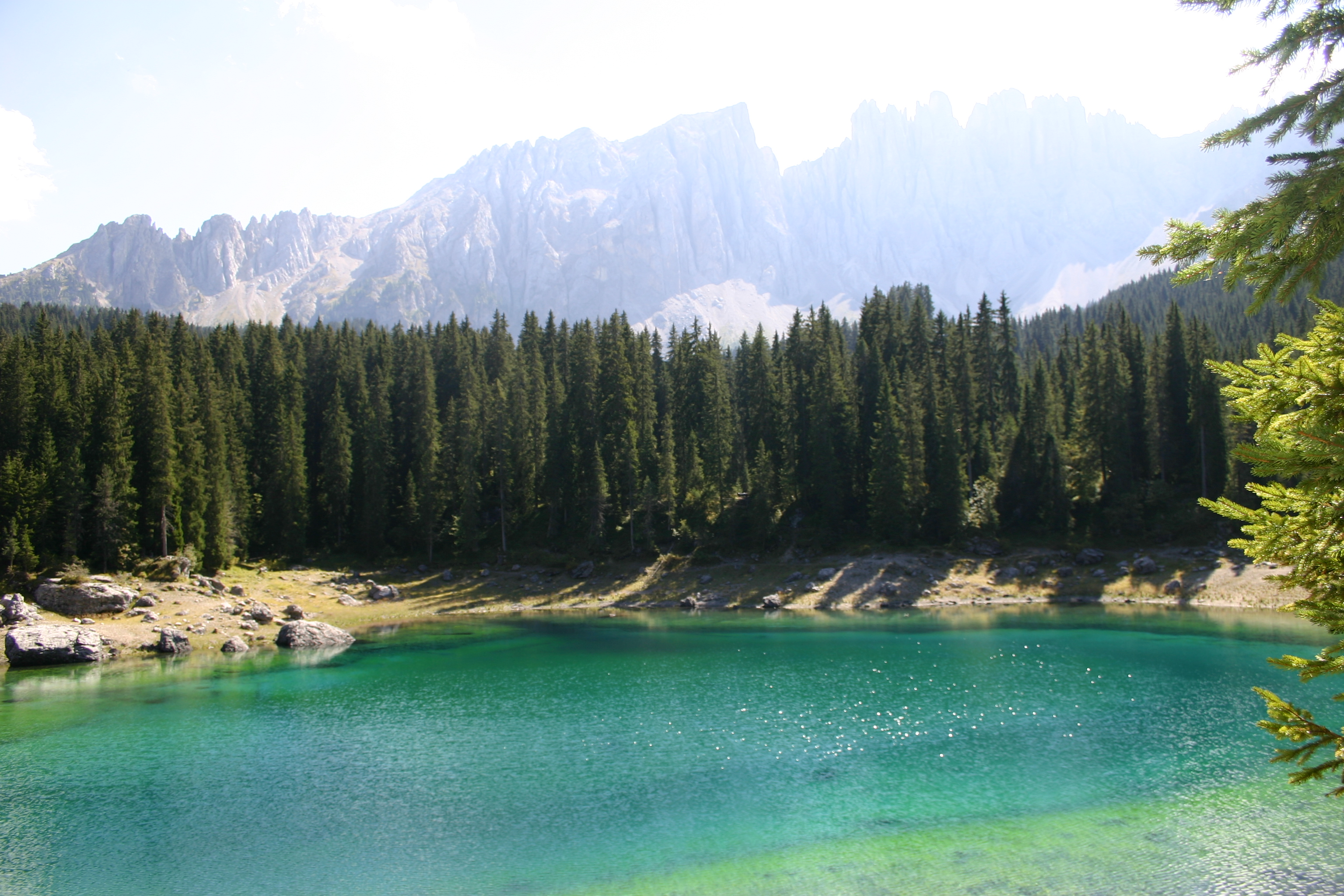
カレッツァ湖

| - ミズリーナ湖（Lago di Misurina） - アッレーゲ湖（Lago di Alleghe） - ドッビアーコ湖（Lago di Dobbiaco） - ブライエス湖（Lago di Braies） | - アウロンツォ湖（Lago di Auronzo, 人造湖） - ピエーヴェ・ディ・カドーレ湖（Lago di Pieve di Cadore, 人造湖） - フェダイア湖（Lago di Fedaia, 人造湖） - サンタ・クローチェ湖（Lago di S.Croce） |

## 世界遺産
世界遺産としての「ドロミーティ」 (de:Welterbe Dolomiten) は、以下の地域から構成される（番号は右表内の地図に対応する）。
1. Pelmo-Croda da Lago
2. Marmolada
3. Pale di San Martino San Lucano – Dolomiti Bellunesi – Vette Feltrine
4. Dolomiti Friulane e d`Oltre Piave
5. Dolomiti Settentrionali Cadorine, Sett Sass
6. Puez-Odle / Puez-Geisler / Pöz-Odles
7. Sciliar-Catinaccio
8. Rio delle Foglie
9. Dolomiti di Brenta

### 世界遺産登録基準
この世界遺産は世界遺産登録基準のうち、以下の条件を満たし、登録された（以下の基準は世界遺産センター公表の登録基準からの翻訳、引用である）。
- (7) ひときわすぐれた自然美及び美的な重要性をもつ最高の自然現象または地域を含むもの。
- (8) 地球の歴史上の主要な段階を示す顕著な見本であるもの。これには生物の記録、地形の発達における重要な地学的進行過程、重要な地形的特性、自然地理的特性などが含まれる。

## 地域社会
イタリア北東部のフリウリ＝ヴェネツィア・ジュリア州のフリウーリ地方で使われるフリウリ語やスイスの第四の公用語ロマンシュ語とともにレト・ロマンス語群のひとつであるラディン語（ドロミテ語、ドロミーティ語）が使われている地域でもある。
この地域の経済は主として冬と夏の観光で成り立っている。

## ドロミーティに因む名称
- 登山靴、スキーブーツのブランド「ドロミテ」名の由来ともなっている。
- 英国の自動車ブランドであるトライアンフが、1930年代（初代〈英語版〉）と1970年代（2代目）に、英語読みの「Dolomite」（ドロマイト）を車名に用いている。

## 関連作品
2022年に公開された映画「ジュラシック・ワールド/新たなる支配者（原題: Jurassic World: Dominion）」のストーリーにおける重要な要所としてドロミーティ山脈が設定されている。
劇中では前作で島から本土に持ち込まれ、世界中に散らばった恐竜を国連の指揮下のもとで捕獲し、バイオエンジニアリング企業「バイオシン社」がドロミーティ山脈の麓に所有する保護区「サンクチュアリ」に移送するという保護活動が行われている。